# 威斯特摩兰站
威斯特摩兰站（英語：Westmoreland）是一個位於愛爾蘭都柏林市中心的都柏林轻轨站，在2017年通車，為綠線延伸工程至布魯姆橋的其中一個車站。車站位於奧康奈爾街郵政總局站及利菲河南邊，只有北行方向，最近的南行方向車站是三一學院站